# ガエータ包囲戦 (1707年)
ガエータ包囲戦（ガエータほういせん、イタリア語: Assedio di Gaeta）は、スペイン継承戦争中の1707年6月から9月30日まで、オーストリア軍がナポリ王国のガエータを包囲した戦闘。
ヴィリッヒ・フィリップ・ロレンツ・フォン・ダウン率いるオーストリア軍とスペインのナポリ副王ヴィリエーナ侯爵（Vigliena）は激しい砲撃の応酬を行った。最終的にはヴィリエーナが駐留軍2千とともに降伏した。
その後、ガエータ要塞は破壊された。